# Sextus Pompeius (consul en -35)
Pour les articles homonymes, voir Sextus Pompeius.
Sextus Pompeius est un homme politique de la fin de la République romaine, consul en 35 av. J.-C.

## Famille
Il est le fils et le petit-fils d'un Sextus Pompeius, ce dernier étant le frère de Cnaeus Pompeius Strabo et donc un arrière-cousin de Sextus Pompée, le fils de Pompée le Grand qui est tué l'année de son consulat.
Son fils, lui aussi nommé Sextus Pompeius, est consul en 14 apr. J.-C., et est en fonction avec Sextus Appuleius lors de la mort d'Auguste et de l'avènement de Tibère.

## Biographie
Il est consul en 35 av. J.-C. aux côtés de Lucius Cornificius, l'année même où son homonyme Sextus Pompée est exécuté en Asie après avoir été vaincu en Sicile l'année précédente par Marcus Vipsanius Agrippa.
Selon Ronald Syme son importance politique est nulle. Quelques années plus tôt, les triumvirs sont convenus avec l'ancien maître de la Sicile, Sextus Pompée, de lui octroyer le consulat pour l'année 34 av. J.-C. Mais il est entre-temps déclaré « ennemi public », ce qui va à l'encontre du pacte de Tarente, et la nomination d'un lointain cousin portant le même nom provient peut-être de l'engagement de nommer un Sextus Pompée comme consul.